# Саз-Тамак (деревня)
Саз-Тама́к (тат. Сазтамак) — деревня в Кукморском районе Республики Татарстан, в составе Байлянгарского сельского поселения.

## Этимология названия
Топоним произошёл от гидрографических терминов татарского происхождения «саз» (болото) и «тамак» (устье).

## География
Деревня находится на реке  Нурминка, в 10 км к западу от районного центра, города Кукмора.
Через село проходит автомобильная дорога регионального значения 16К-0996 «Кукмор — Шемордан».

## История
Деревня Саз-Тамак (также была известна под названиями Деревня по речке Нурме, Пустошь по речке Нурме) упоминается в первоисточниках с 1719 года.
В сословном плане, вплоть до 1860-х годов жители деревни относились к государственным крестьянам. Их основными занятиями в то время были земледелие, скотоводство, плотничный и валяльный промыслы.
По сведениям из первоисточников, в 1859 году в деревне действовала мечеть, в начале XX столетия — мечеть, мектеб.
С 1931 года в деревне работали коллективные сельскохозяйственные предприятия, с 2000 года — сельскохозяйственные предприятия в форме ООО.
Административно, до 1920 года деревня относилась к Мамадышскому уезду Казанской губернии, с 1920 года — к Мамадышскому кантону, с 1930 года (с перерывом) — к Кукморскому району Татарстана.

## Население
Динамика
По данным переписей, население деревни увеличивалось с 34 душ мужского пола в 1782 году до 660 человек в 1908 году. В последующие годы численность населения деревни уменьшалась и в 2017 году составила 320 человек.
Национальный состав
Согласно результатам переписи 2002 года, в национальной структуре населения села татары составляли 99% из 298 человек.

## Экономика
Жители занимаются полеводством.

## Социальные объекты
В деревне действует детский сад.

## Религиозные объекты
Мечеть (с 1990 года).